# Jean Antoine de Mesmes d'Avaux
Jean Antoine de Mesmes greve d'Avaux, född 1640 och död 1709, var en fransk diplomat.
Jean Antoine d'Avaux började sin diplomatiska bana i Venedig och var sedan fransk ambassadör i Nederländerna till 1688. Efter en tids onåd sändes han 1693 till Sverige, där han försökte höja Frankrikes sjunkna aktier och medverkade till att Karl XI höll sig neutral under pfalziska tronföljdskrigets senare år. Efter Karl XII:s trontillträde avslöts även en allians mellan Frankrike och Sverige, men dess innehåll var rätt magert, och den fick inte någon större betydelse.
Många av d'Avaux depescher offentliggjordes redan på 1700-talet. De som rör hans förhandlingar med Sverige utgavs i Handlingar rörande Skandinaviens historia (del 40, 1860) och i Négociation de Mesmes le comte d'Avaux...pendant les années 1693, 1697, 1698, utgivna av J. A. Wijnne (1882-83).

### Övriga källor
- Svensk uppslagsbok. Lund 1930